# خاطفة جوبي (زاحف)
خاطفة جوبي (الاسم العلمي:†Gobiraptor) هو جنس منقرض من الخاطفات المخلبية سارقة البيض من تكوين نميغت في منغوليا في مرحلة الماسترخي. النوع النمطي والوحيد هو خاطفة جوبي الصغير (Gobiraptor minutus) المعروف من عينة واحدة غير كاملة - النمط الشامل MPC-D 102/111. لقد وجد أنه لا يرتبط ارتباطًا وثيقًا ببيئات سارقات البيض الأخرى التي تشارك بيئتها معها.